# Niva (revista)
Niva (rus: Нива:) (Camp de cereals) fou la revista més popular a les darreries del segle xix a Rússia; es va publicar de 1870 a 1918, i es definia en la seva capçalera com a "una revista setmanal il·lustrada de literatura, política i vida moderna." Niva va ser una de les primeres revistes de l'època, amb grans i nombroses il·lustracions i fotografies, amb voluntat popular i divulgativa, que va contrastar amb altres publicacions més serioses i ideològiques, pensades per al lector educat."

## Història
Va ser fundada per Adolf F. Marx, un immigrant alemany que va veure que a Rússia no hi havia revistes d'interès general. Va voler inicialment que Niva fos una revista familiar, políticament neutra. El setmanari, però, aviat va sobrepassar el seu propòsit original i va esdevenir un vehicle ambiciós de divulgació de bona literatura. Va ser llegit per una audiència que anava del mestre d'escola, als sacerdots de parròquies rurals i les dones de classe mitjana urbana.
Més tard Niva va afegir diversos suplements de divulgació científica, així com una secció per a infants. Cap a finals del segle xix, ja publicava obres literàries d'autors clàssics russos:
| « | El 1912, els subscriptors i lectors de Niva havien rebut el bo i millor de la literatura russa: Gogol, Lermontov, Goncharov, Dostoievski, Turgenev, Leskov, Chekhov, i altres. | » |
| — Jeffrey Brooks, Quan Rússia va aprendre a llegir: Alfabetització i Literatura Popular, 1861-1917 p. 113 | |   |

.

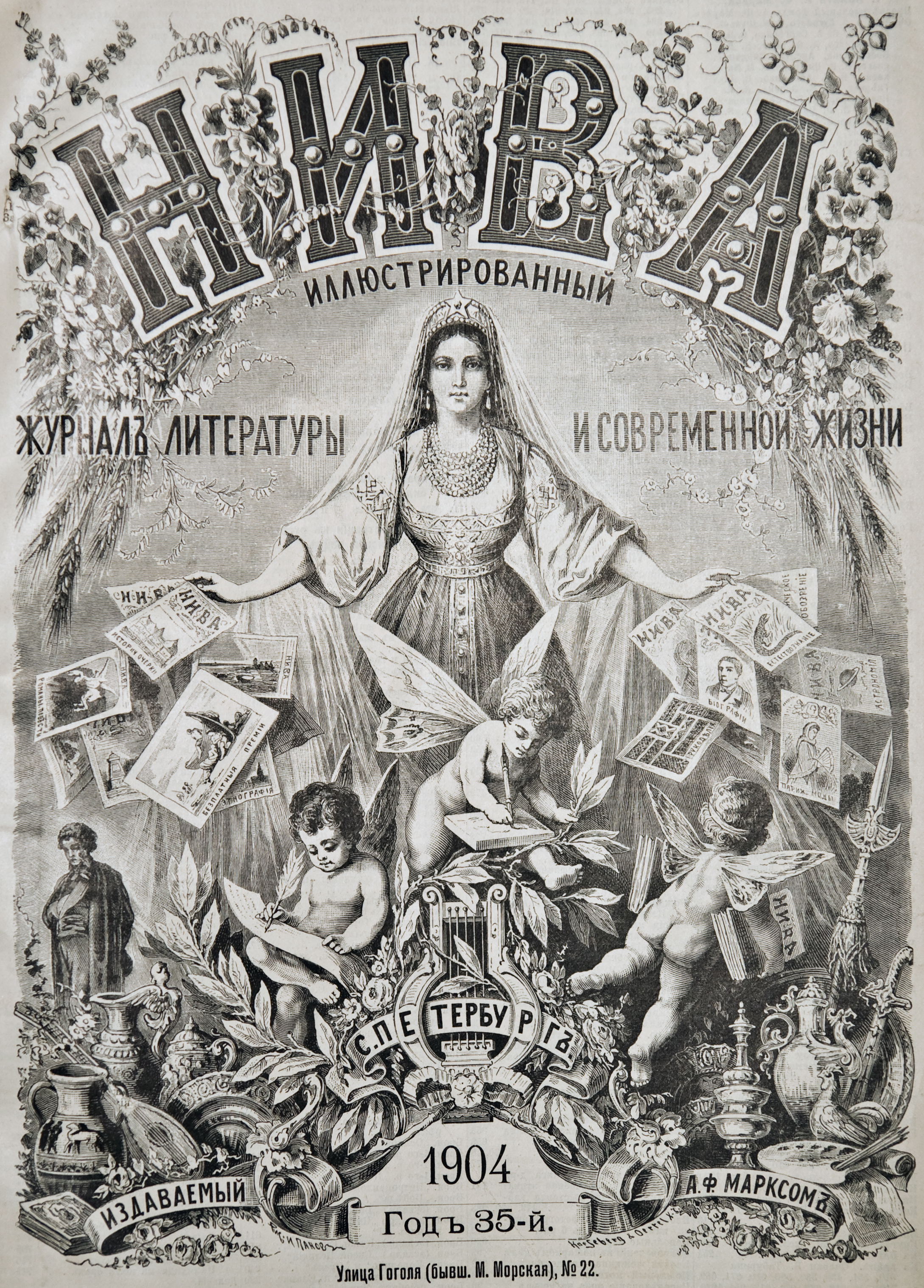
Portda de l'1 de gener de 1904

Niva va tenir molt èxit; va començar amb 9,000 lectors en el seu primer any, i a inicis del segle XX tenia ja una circulació per damunt dels 200,000 exemplars. La seva mida era gairebé la d'un diari tabloide; pels volts del 1900 un exemplar típic tenia 24 pàgines. La majoria de la revista estava formada per obres de ficció, literàries, publicades en successius lliuraments; hi havia també esports, notícies curtes, assajos etnogràfics i articles de ciència i tecnologia, així com informació de tots els aspectes de la vida de ciutat. Els seus editors van ser Viktor Klyushnikov (1870 a 1892, amb interrupcions), Dmitry Stakheev (1875—1877), Fedor Berg (1878—1887), Mikhail Volkonsky (1892—1894), Alexei Tikhonov-Lugovoi (1895—1897), Rostislav Sementkovsky (1897—1904), i Valerian Ivchenko-Svetlov (1910—1916).
Entre els seus col·laboradors cal esmentar A. K. Tolstoi, Fyodor Tyutchev, Lev Tolstoi (la seva novel·la Resurrecció va sortir per lliuraments a Niva), Nikolai Leskov, Grigori Danilevski, Afanassi Fet, Anton Txékhov, Maksim Gorki, Vladimir Soloviov, Aleksandr Blok, Sergei Iessenin, Kornei Txukovskyi, Ivan Bunin, Óssip Mandelxtam, Anna Akhmatova, Nikolai Gumiliov, Valeri Briússov, Dmitri Merejkovski, Georgui Ivànov, Konstantin Balmont, Mikhaïl Kuzmín, Fiódor Sologub, Teffi, Aleksandr Grin, i Ilià Erenburg, entre molts altres.
Niva va continuar sent popular després de la Revolució d'octubre, especialment a les províncies. Va ser clausurada pels Bolxevics el setembre del 1918.